# Ranunculus ophioglossifolius
Espèce
Statut de conservation UICN

 LC  : Préoccupation mineure
La Renoncule à feuilles d’ophioglosse (Ranunculus ophioglossifolius), aussi appelé bouton d'or à feuilles d’ophioglosse, est une espèce de petite plante annuelle aux fleurs jaunes semblables à des boutons d'or, avec des pétales assez courts. 
Ses feuilles, ovales en forme de cœur, sont reconnaissables, mais on peut la confondre avec la Renoncule scélérate ou la Renoncule flammette qui poussent dans les mêmes milieux.
Elle pousse dans des zones humides : prairies humides, mares, fossés, en milieu ouvert ou en sous bois. La principale cause de régression de cette espèce très rare est la destruction de son milieu. 
Elle fait partie de la liste des espèces végétales protégées sur l'ensemble du territoire français métropolitain. En France, on la trouve notamment :
- Lac de Grand-Lieu
- Réserve naturelle nationale du Marais d'Yves

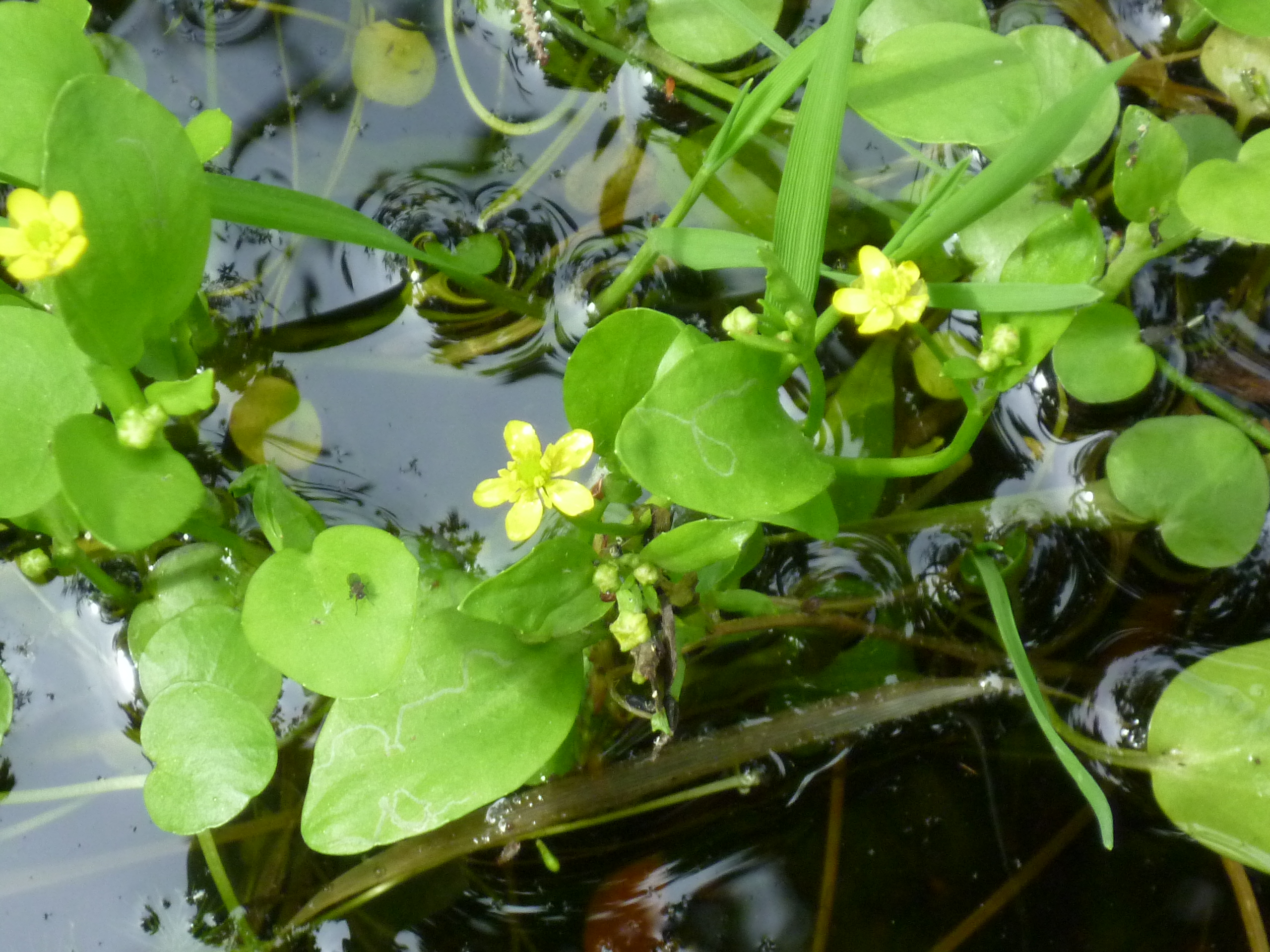
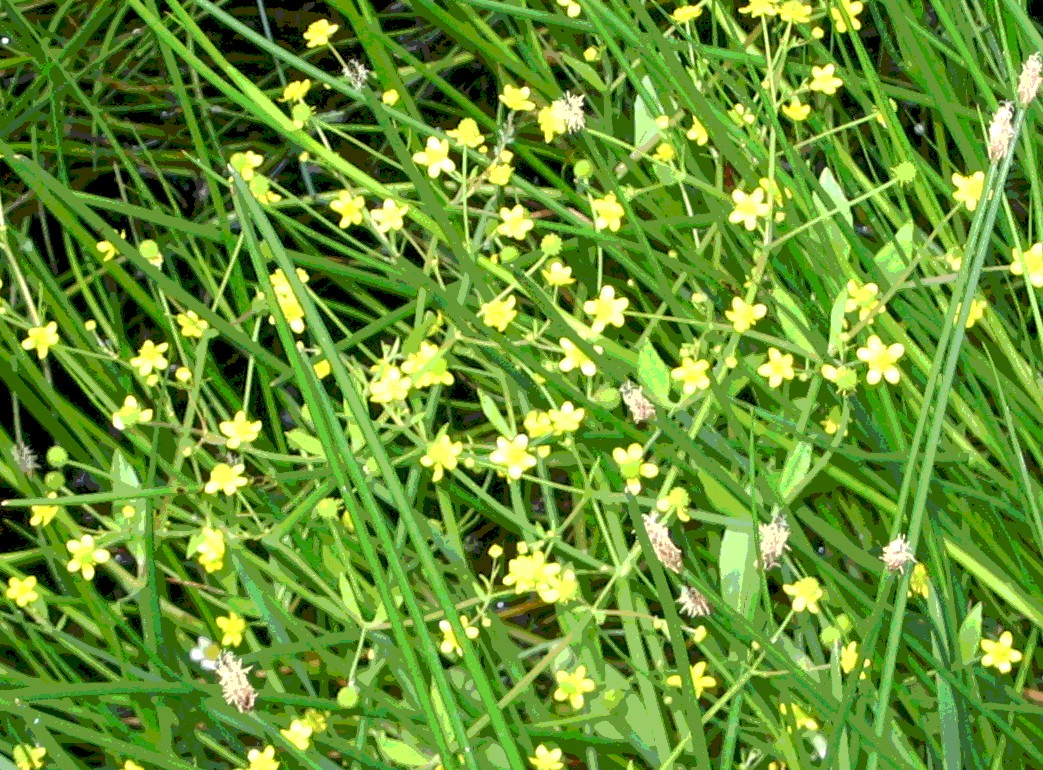
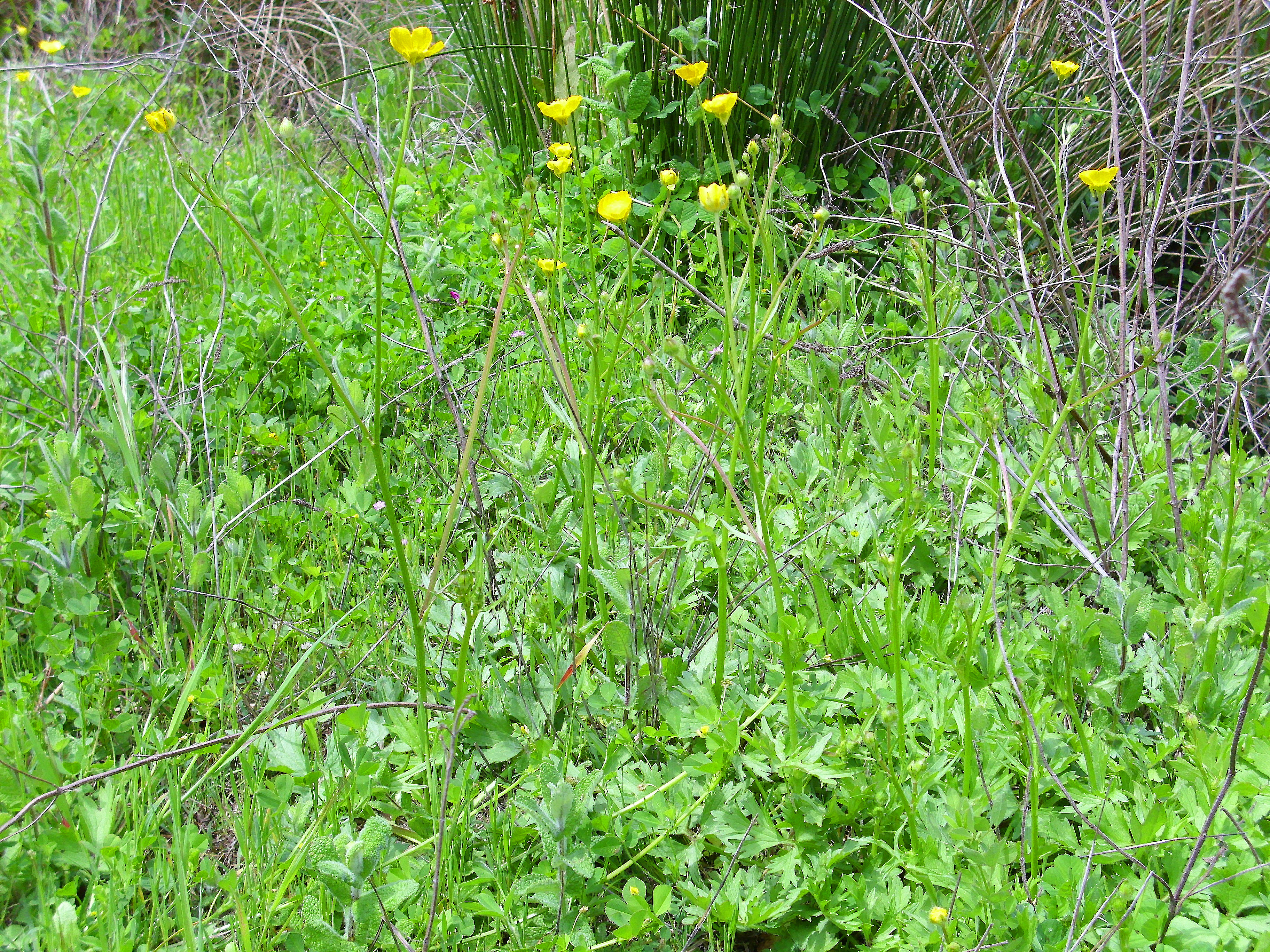

- Marais de la Seudre
- Réserve naturelle nationale du Domaine de Beauguillot
- Réserve naturelle régionale de la Ferme de Choisy
- Réserve naturelle régionale du Marais communal du Poiré-sur-Velluire
- Réserve naturelle régionale des Prairies et roselière des Dureaux
- Réserve naturelle régionale du Marais de la Vacherie
- Réserve naturelle régionale des Marais de Cré-sur-Loir et La Flèche
- Réserve naturelle nationale des Coussouls de Crau